# Gare de Fintown
La Gare de Fintown (en anglais Fintown railway station) est la gare ferroviaire de Fintown (en) dans le comté de Donegal en Irlande.

## Histoire
La station est ouverte le 3 juin 1895 sur la ligne de la Donegal Railway Company de Glenties à Stranorlar.
Elle ferme le 15 décembre 1947 quand le County Donegal Railways Joint Committee (en) ferme la ligne Glenties/Stranorlar pour économiser de l’argent.
Le transport de marchandise continue jusqu'au 10 mars 1952.
La station rouvre le 3 juin 1995 comme patrimoine ferroviaire, elle est gérée par la Cumann Traenach na Gaeltachta Láir (Mid Gaeltacht Train Society).